# Arcoppia brachyramosa
Arcoppia brachyramosa är en kvalsterart som beskrevs av Hammer 1977. Arcoppia brachyramosa ingår i släktet Arcoppia och familjen Oppiidae. Inga underarter finns listade i Catalogue of Life.